# Newport Jazz Festival

El Festival de jazz de Newport (en inglés: Newport Jazz Festival) es un festival de música jazz celebrado en Newport, Rhode Island, Estados Unidos desde 1954. 
Newport ha sido el escenario de algunas de las actuaciones más notables del género del jazz, incluyendo el famoso solo de Miles Davis en 'Round Midnight (1955) y el igualmente famoso solo de saxo de Paul Gonsalves en Diminuendo and Crescendo in Blue de la Orquesta de Duke Ellington (1956), y de grabaciones en directo como Miles & Monk at Newport. 

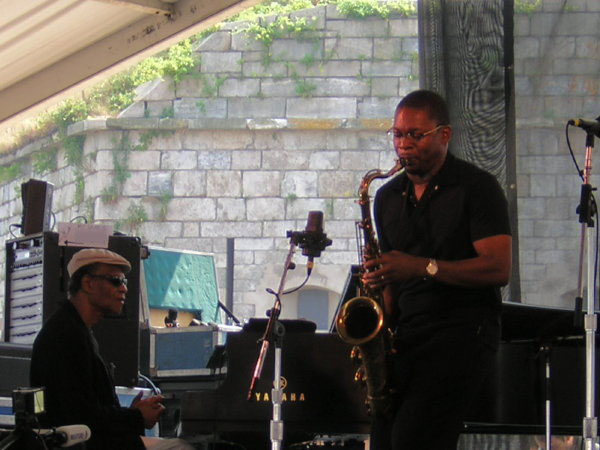
McCoy Tyner y Ravi Coltrane en el Festival de Newport el 13 de agosto de 2005.

El festival se trasladó a la ciudad de Nueva York en 1972. De 1984 a 2008, se celebró con el título de JVC Jazz Festival, y a partir de 2009, JVC lo cedió a CareFusion.

## Historia
Organizado por George Wein, quien fue contratado por Elaine y Louis Lorillard, la primera edición del "First Annual American Jazz Festival" tuvo lugar en el Newport Casino en Rhode Island, propiedad de los Lorillard. Los artistas incluían a Eddie Condon, Pee Wee Russell, Wild Bill Davison, Dizzy Gillespie, Oscar Peterson y Gerry Mulligan. A lo largo de los dos días asistieron unos 6.000 espectadores.
El programa para la edición de 1969 incluía artistas de los géneros de jazz, soul, blues y rock, con Jeff Beck, Steve Marcus, Roland Kirk, Blood, Sweat & Tears, Art Blakey, Ten Years After, Jethro Tull, Miles Davis, Dave Brubeck, The Mothers of Invention, John Mayall, Sly & the Family Stone, James Brown, Herbie Hancock, B. B. King y Led Zeppelin.
A la edición de 1971, antes de que se trasladara a Nueva York en 1972, asistieron más de 20.000 espectadores.

### Celebración en Nueva York
En 1972, Wein trasladó el festival a la ciudad de Nueva York, y los conciertos se celebraron en locales como el Yankee Stadium y el Radio City Music Hall. Con una asistencia de más de 100.000 espectadores, los artistas incluían a Dizzy Gillespie, Duke Ellington, Dave Brubeck, Milt Jackson, Ben Webster, Charlie Byrd, Zoot Sims, Ray Charles, Eddie Condon, Sonny Rollins y Roberta Flack.

## Grabaciones en directo
- Ellington at Newport (1956)
- Ella Fitzgerald and Billie Holiday at Newport (1958)
- At Newport - Gigi Gryce-Donald Byrd Jazz Laboratory and the Cecil Taylor Quartet featuring Steve Lacy (1958)
- Ray Charles at Newport (1958)
- At Newport 1960 - Muddy Waters (1960)
- At Newport (1960)